# Мюрен, Арнольд
Арно́льд Йоха́ннес Хиаси́нтюс Мю́рен (нидерл. Arnold Johannes Hyacinthus Mühren; родился 2 июня 1951 года в Волендаме) — нидерландский футболист и футбольный тренер. Его старший брат, Герри Мюрен, выиграл с «Аяксом» три Кубка европейских чемпионов в начале 1970-х годов. Один из восьми футболистов, выигравших Лигу чемпионов, Кубок УЕФА и Кубок обладателей кубков, а также Суперкубок УЕФА и Межконтинентальный кубок. В 1988 году в составе сборной Нидерландов Мюрен стал чемпионом Европы.

## Карьера игрока
Мюрен начал карьеру в клубе своего родного города, «Волендаме». В 1971 году он перешёл в амстердамский «Аякс». С «Аяксом» он выиграл чемпионат и Кубок Нидерландов, а также Кубок европейских чемпионов. В 1974 году он перешёл в «Твенте», с которым выиграл Кубок Нидерландов в 1977 году. В 1978 году он перешёл в английский «Ипсвич Таун» за £150 000. В том же году он дебютировал за национальную сборную в матче против Туниса, который завершился победой голландцев со счётом 4:0. В 1981 году выиграл с «Ипсвичем» Кубок УЕФА. В 1982 году Мюрен перешёл в другой английский клуб, «Манчестер Юнайтед». В 1983 и 1985 годах он помог «красным дьяволам» выиграть Кубок Англии.
В 1985 году Мюрен вернулся в «Аякс», а в 1987 году выиграл с клубом Кубок обладателей кубков. В возрасте 37 лет он сыграл за сборную Нидерландов на чемпионате Европы-1988. В финальном матче против сборной СССР Мюрен сделал голевой навес на Марко ван Бастена, забившего второй гол в этом матче (который до сих пор считается одним из самых красивых голов в истории).

## Статистика

### Матчи Мюрена за сборную Нидерландов
| Матчи Мюрена за сборную Нидерландов | Матчи Мюрена за сборную Нидерландов | Матчи Мюрена за сборную Нидерландов | Матчи Мюрена за сборную Нидерландов | Матчи Мюрена за сборную Нидерландов | Матчи Мюрена за сборную Нидерландов |
| ----------------------------------- | ----------------------------------- | ----------------------------------- | ----------------------------------- | ----------------------------------- | ----------------------------------- |
| №                                   | Дата                                | Соперник                            | Счёт                                | Голы Мюрена                         | Соревнование                        |
| 1                                   | 5 апреля 1978                       | Тунис                               | 4:0                                 | —                                   | Товарищеский матч                   |
| 2                                   | 25 марта 1981                       | Франция                             | 1:0                                 | 1                                   | Чемпионат мира 1982 (отбор)         |
| 3                                   | 29 апреля 1981                      | Кипр                                | 1:0                                 | —                                   | Чемпионат мира 1982 (отбор)         |
| 4                                   | 9 сентября 1981                     | Ирландия                            | 2:2                                 | 1                                   | Чемпионат мира 1982 (отбор)         |
| 5                                   | 14 октября 1981                     | Бельгия                             | 3:0                                 | —                                   | Чемпионат мира 1982 (отбор)         |
| 6                                   | 18 ноября 1981                      | Франция                             | 0:2                                 | —                                   | Чемпионат мира 1982 (отбор)         |
| 7                                   | 23 марта 1982                       | Шотландия                           | 1:2                                 | —                                   | Товарищеский матч                   |
| 8                                   | 25 мая 1982                         | Англия                              | 0:2                                 | —                                   | Товарищеский матч                   |
| 9                                   | 21 декабря 1986                     | Кипр                                | 2:0                                 | —                                   | Чемпионат Европы 1988 (отбор)       |
| 10                                  | 21 января 1987                      | Испания                             | 1:1                                 | —                                   | Товарищеский матч                   |
| 11                                  | 25 марта 1987                       | Греция                              | 1:1                                 | —                                   | Чемпионат Европы 1988 (отбор)       |
| 12                                  | 29 апреля 1987                      | Венгрия                             | 2:0                                 | 1                                   | Чемпионат Европы 1988 (отбор)       |
| 13                                  | 14 октября 1987                     | Польша                              | 2:0                                 | —                                   | Чемпионат Европы 1988 (отбор)       |
| —                                   | 28 октября 1987                     | Кипр                                | 8:0 (аннулирован)                   | —                                   | Чемпионат Европы 1988 (отбор)       |
| 14                                  | 9 декабря 1987                      | Кипр                                | 4:0                                 | —                                   | Чемпионат Европы 1988 (отбор)       |
| 15                                  | 23 марта 1988                       | Англия                              | 2:2                                 | —                                   | Товарищеский матч                   |
| 16                                  | 24 мая 1988                         | Болгария                            | 1:2                                 | —                                   | Товарищеский матч                   |
| 17                                  | 1 июня 1988                         | Румыния                             | 2:0                                 | —                                   | Товарищеский матч                   |
| 18                                  | 12 июня 1988                        | СССР                                | 0:1                                 | —                                   | Чемпионат Европы 1988               |
| 19                                  | 15 июня 1988                        | Англия                              | 3:1                                 | —                                   | Чемпионат Европы 1988               |
| 20                                  | 18 июня 1988                        | Ирландия                            | 1:0                                 | —                                   | Чемпионат Европы 1988               |
| 21                                  | 21 июня 1988                        | ФРГ                                 | 2:1                                 | —                                   | Чемпионат Европы 1988               |
| 22                                  | 25 июня 1988                        | СССР                                | 2:0                                 | —                                   | Чемпионат Европы 1988               |

Итого (без учёта аннуллированных матчей): 22 матча / 3 гола; 13 побед, 4 ничьи, 5 поражений.

## Достижения

### Клубные достижения
«Аякс»
- Чемпион Эредивизи (2): 1971/72, 1972/73
- Обладатель Кубка Нидерландов (3): 1972, 1986, 1987
- Победитель Кубка европейских чемпионов (2): 1971/72, 1972/73
- Победитель Кубка обладателей кубков: 1986/87
- Суперкубка УЕФА (2): 1972, 1973
- Обладатель Межконтинентального кубка: 1972

«Твенте»
- Обладатель Кубка Нидерландов: 1977

«Ипсвич Таун»
- Обладатель Кубка УЕФА: 1981

«Манчестер Юнайтед»
- Обладатель Кубка Англии (2): 1983, 1985

### Достижения за сборную
Сборная Нидерландов
- Чемпион Европы: 1988